# Юсов, Вадим Иванович
Вади́м Ива́нович Ю́сов (20 апреля 1929, Клавдино — 23 августа 2013, Москва) — советский и российский кинооператор, завоевавший всемирную известность своим сотрудничеством с режиссёрами Андреем Тарковским, Георгием Данелией и Сергеем Бондарчуком, педагог. Народный артист РСФСР (1979), лауреат Ленинской премии (1982), Государственной премии СССР (1984) и Государственной премии РСФСР имени братьев Васильевых (1977). Лауреат Венецианского кинофестиваля — «Золотая Озелла» (1988), трёхкратный лауреат национальной кинопремии «Ника» (1991, 1992, 2004) и обладатель почётной премии «Золотой орёл» (2013).

## Биография
Родился в посёлке Клавдино Череповецкого округа Ленинградской области (ныне — Вологодская область) в семье лесничего. В 1942 году, будучи 13-летним мальчиком, вместе с матерью переехал к родственникам в подмосковный город Пушкино, где проживал до конца 50-х годов. В 1948 году поступил на операторский факультет ВГИКа в мастерскую Б. И. Волчека, который окончил 1954 году. С этого же года на студии «Мосфильм» — как ассистент оператора («Опасные тропы», «Попрыгунья»), а с 1957 года — оператор-постановщик. «Каток и скрипка» (1960) — его первая работа с Андреем Тарковским, где по-особому проявилось мастерство Юсова-оператора:

Портрет времени узнаваем на всех уровнях фильма.
 Очевиднее всего в нём радость раскрепощения камеры. <…> …вся среда фильма, снятая в цвете, наполненная игрой солнечных пятен, зеркальных отражений, бликами воды — живая, пульсирующая, предвесенняя.
— Майя Туровская, «7 с 1/2 и фильмы Андрея Тарковского» 1991
В каждой последующей работе подтверждал своё умение снимать так, словно на каждом фильме работает новый оператор. При всей творческой свободе он стремился воплотить именно режиссёрское видение:
Я как оператор занимаюсь атмосферой, но поводом для этого всегда служит сюжет, драматургия… Эти понятия нельзя противопоставить, нельзя разделять, так как одно без другого просто не существует.Вадим Юсов, «Искусство кино» № 8 1976
Член Союза кинематографистов СССР (Москва) и Союза кинематографистов России. В 1980—1981 годах преподавал на Высших курсов сценаристов и режиссёров. С 1983 по 2013 год — заведующий кафедрой операторского мастерства во ВГИКе, выпустивший несколько поколений учеников.
Член жюри 37-го Каннского и 45-го Берлинского кинофестивалей.
В августе 2013 года преподавал в Летней киноакадемии Н. Михалкова и собирался посетить церемонию вручения сертификатов выпускникам в городе Павлово Нижегородской области, но накануне ему стало плохо. Скончался на 85-м году жизни 23 августа 2013 года в Москве. Вместо гражданской панихиды прошло отпевание в Храме Святителя Николая в Кузнецкой слободе. Похоронен на Новодевичьем кладбище.

## Стиль работы
Юсова в работе отличал академический подход, тщательный выбор натуры, света, композиции кадра, оптических и стабилизационных систем. Он являлся изобретателем приспособлений для съёмки и специфических движений камеры, в частности, в фильмах «Андрей Рублёв», «Иваново детство», «Солярис», «Чёрный монах».
 В фильме «Я шагаю по Москве» город на экране обрёл невиданную прежде пластику и живописность. Планы, снятые с верхних точек, не спеша панорамируемые; суетливые прохожие, спешащие мимо камеры в статичных кадрах; сплошной поток светящих фарами автомобилей на ночных улицах; мокрый асфальт после дождя — придали картине неповторимую летнюю атмосферность.

Движение — основа юсовской композиции. Оно создаёт ощущение неразрывности человека и среды, сплетает из многих элементов кинематографического строя настроение, атмосферу, живую ткань жизни. Камера Юсова чутко реагирует на поведение актёра, то пристально фиксируя внимание на его глазах, то сосредоточиваясь на передаче пластики жеста, движения. При этом зритель обычно даже не замечает перемещения камеры, столь органично оно и уместно, столь необходимо для выявления смысла происходящего.
— Е. Монахова, «Операторы советского художественного кино» 1982

Главной особенностью Вадима Юсова является то, что никаких особенностей у него нет: это оператор милостью Божьей, полностью разделяющий эстетику своего режиссёра и находящий предельно возможные средства выразительности для создания художественного мира фильма. История и современность, природа и цивилизация, вымысел и реальность, лицо человека и движения масс, комедия и драма подвластны ему без заметных предпочтений: Вадим Юсов — творец художественного пространства, медиум режиссёрской воли, выбирающий для её осуществления решения, которые, как правило, можно признать идеальными. 
 Композиционное искусство Вадима  Юсова (иерархия и связь деталей в целое), как всякое классическое искусство, вызывает стойкий восторг, импульс подражания и признание, не нуждающееся в переоценке.
— Татьяна Москвина, «Сеанс» 23 августа 2013

## Фильмография
- 1957 — Обыкновенный человек (совместно с К. Бровиным)
- 1958 — Страницы рассказа (совместно с В. Богановым, Н. Власовым)
- 1958 — Тревожная ночь
- 1959 — Лейли и Меджнун
- 1960 — Каток и скрипка
- 1962 — Иваново детство
- 1963 — Я шагаю по Москве
- 1966 — Андрей Рублёв
- 1967 — Маляр (сюжет в к/ж Фитиль № 63)
- 1967 — Проблема (сюжет в к/ж Фитиль № 64)
- 1969 — Не горюй!
- 1972 — Совсем пропащий
- 1972 — Солярис
- 1975 — Они сражались за Родину
- 1975 — Чисто английское убийство (также автор сценария)
- 1978 — Юлия Вревская (НРБ — СССР)
- 1980 — Карл Маркс. Молодые годы
- 1982 — Красные колокола. Фильм 1. Мексика в огне
- 1983 — Красные колокола. Фильм 2. Я видел рождение нового мира
- 1987 — Борис Годунов
- 1988 — Чёрный монах
- 1990 — Домик у околицы
- 1990 — Паспорт
- 1992 — Прорва
- 1993 — Анна: от 6 до 18
- 1993 — Вспоминая Чехова (не завершён)
- 1996 — Свой голос
- 1999 — Оторванные от настоящего (Германия)
- 1999 — Что сказал покойник
- 2002 — Копейка
- 2002 — Деньги
- 2009 — Подстрочник
- 2010 — Апельсиновый сок
- 2010 — Большой вальс (не завершён)

## Награды и звания

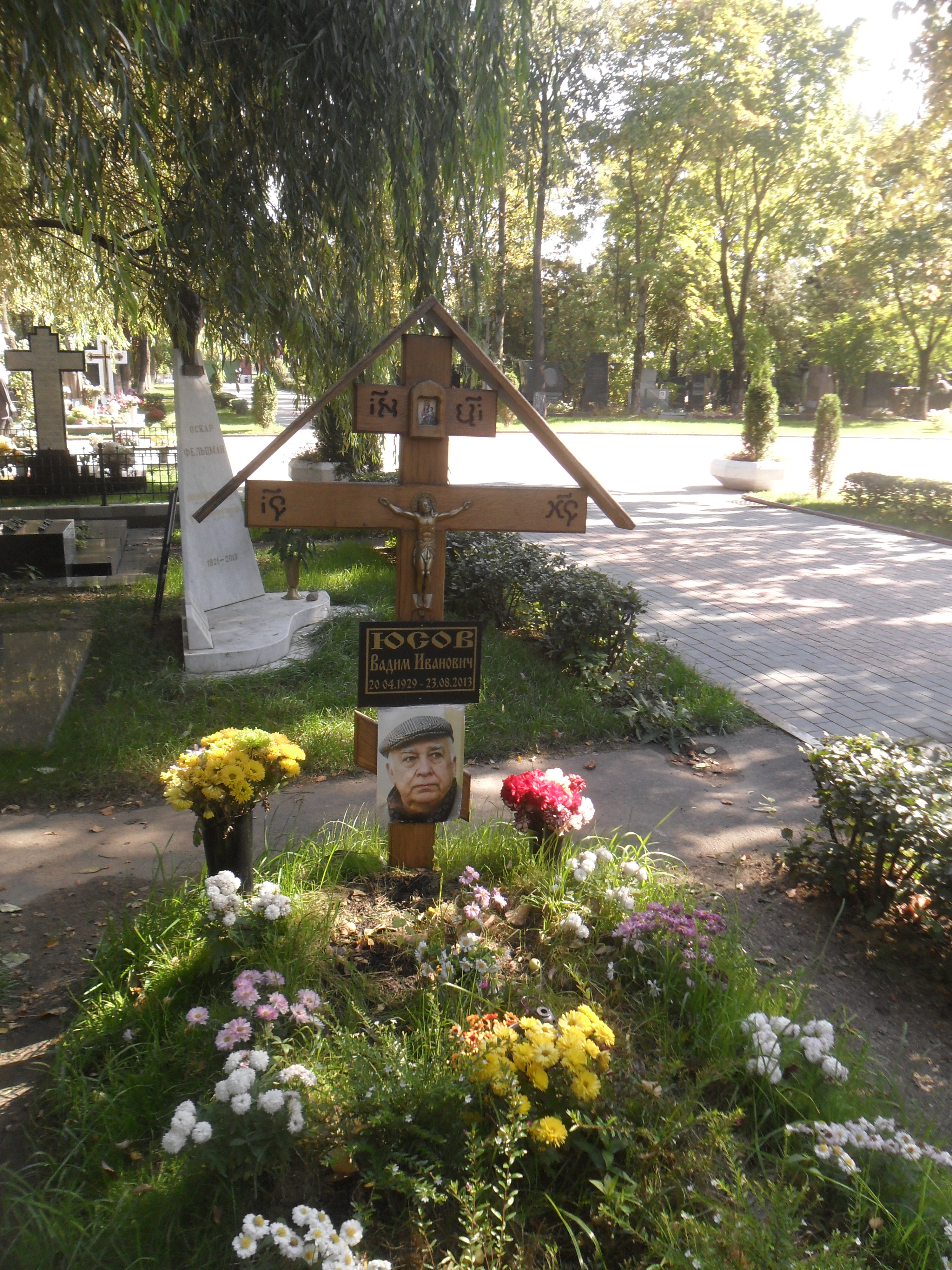
Могила В. И. Юсова
на Новодевичьем кладбище,
сентябрь 2014

- 1968 — заслуженный деятель искусств РСФСР (15 февраля 1968) — за заслуги в области советского киноискусства[17];
- 1974 — орден Трудового Красного Знамени (12 апреля 1974) — за заслуги в развитии советской кинематографии и активное участие в коммунистическом воспитании трудящихся[18];
- 1977 — Государственная премия РСФСР имени братьев Васильевых — за фильм «Они сражались за Родину» (1975)[19];
- 1979 — народный артист РСФСР (3 октября 1979) — за заслуги в развитии советского киноискусства[20];
- 1982 — Ленинская премия — за фильм «Карл Маркс. Молодые годы» (1980);
- 1984 — Государственная премия СССР — за фильм «Красные колокола» (Ф. 1-й: «Мексика в огне»; Ф. 2-й: «Я видел рождение нового мира»);
- 1996 — орден «За заслуги перед Отечеством» IV степени (7 июня 1996) — за заслуги перед государством, многолетнюю плодотворную деятельность в области культуры и искусства[21];
- 2002 — специальный приз Президента Российской Федерации «За выдающийся вклад в развитие российского кино» за 2001 год (30 мая 2002)[22];
- 2010 — орден Почёта (8 сентября 2010) — за заслуги в развитии отечественной культуры и искусства, многолетнюю плодотворную деятельность[23].

### Кинопремии
- 1964 — приз I Всесоюзного кинофестиваля за фильм «Я шагаю по Москве» (1963)[19];
- 1988 — приз «Золотая Озелла» за лучшую операторскую работу на кинофестивале в Венеции (фильм «Чёрный монах»)[источник не указан 603 дня];
- 1991 — премия «Ника» за лучшую операторскую работу (фильм «Паспорт»)[24];
- 1992 — премия CIDALC КФ французских фильмов в Шалоне (фильм «Прорва»);
- 1992 — премия «Ника» за лучшую операторскую работу (фильм «Прорва»)[25];
- 1993 — приз КФ «Созвездие» «За выдающуюся съёмку исполнителей» (фильм «Прорва»);
- 2004 — специальный приз «Госпожа Удача» имени Павла Луспекаева «За мужество и достоинство в профессии» ОКФ «Киношок» в Анапе[источник не указан 1723 дня];
- 2004 — премия «Ника» «За вклад в кинематографические науки, критику и образование»[26];
- 2004 — приз «Золотой меч» Международного фестиваля военного кино имени Ю. Н. Озерова — «За выдающийся вклад в развитие военного кино и воспитание молодёжи в духе патриотизма»[источник не указан 1723 дня];
- 2006 — премия киноизобразительного искусства «Белый квадрат» Гильдии кинооператоров России — «За вклад в операторское искусство»;
- 2007 — премия Международный кинофестиваль «Зеркало» имени Андрея Тарковского «За выдающийся вклад в мировое киноискусство»;
- 2012 — премия «За достижения всей жизни» на 20-м Международном фестивале искусства кинооператоров Camerimage, Быдгощ, Польша (посмертно)[27];
- 2013 — премия «Золотой орёл» «За выдающийся вклад в мировой кинематограф» (посмертно)[28].